# کاپیتان ئی‌او
کاپیتان ئی‌او (به انگلیسی: Captain EO) فیلمی چهار بعدی است که در سال ۱۹۸۶ (۱۳۶۵ ه. ش) با بازیگری مایکل جکسون خوانندهٔ مشهور آمریکایی و به کارگردانی فرانسیس فورد کاپولا، کارگردان مجموعه فیلم‌های معروف پدرخوانده و دراکولای برام استوکر و تهیه‌کنندگی جورج لوکاس، کارگردان فیلم معروف جنگ ستارگان ساخته شد.
این فیلم ۱۷ دقیقه زمان داشت و تا سال ۱۹۹۷ از جاذبه‌های اصلی پارک دیزنی‌لَند باقی‌ماند. این فیلم جز اولین فیلم‌های چهار بعدی جهان است. (فیلم‌های چهاربعدی به فیلم‌های سه بعدی‌ای گفته می‌شود که در سالن نمایش همراه با افکت‌های فیزیکی است، مانند دود و لیزر) مبلغی که برای دقیقه به دقیقهٔ این فیلم هزینه شد، برای هر دقیقه بیش از ۱ میلیون دلار- آن را به پرخرج‌ترین فیلم تاریخ سینما بدل کرد و تا به امروز نیز این رکورد را دارد. هزینهٔ ساخت کل این فیلم ۱۷ دقیقه‌ای، ۲۳٫۷ میلیون دلار بوده است. (بودجهٔ ساخت این فیلم با احتساب تورم دلار آمریکا در سال ۲۰۱۱ میلادی، ۴۷ میلیون دلار می‌شود)
پس از فوت مایکل در ۲۵ ژوئن سال ۲۰۰۹، بار دیگر تقاضا برای بازگرداندن این فیلم به دیزنی‌لند شدت گرفت و این فیلم بار دیگر به نمایش درآمد.
در این فیلم، مایکل جکسون در نقش «کاپیتان ئی‌او» ظاهر می‌شود. کاپیتان ئی‌او، هدایتگر سفینهٔ فضایی و خدمه‌اش است تا دنیا را از دست بیگانه‌ای شرور با بازی آنجلیکا هیوستون نجات دهد.
مایکل جکسون در این فیلم دو آهنگ «قسمت دیگر من» (آهنگی از آلبوم بـد) و ما اینجا هستیم تا دنیا را تغییر دهیم (به انگلیسی: We Are Here to Change the World) را اجرا می‌کند. آهنگ اخیر مخصوص این فیلم نوشته شده بود و نهایتاً در سال ۲۰۰۴ در آلبومی از مجموعه آهنگ‌های مایکل با عنوان مجموعه نهایی عرضه شد.
آنجلیکا هیوستون در مورد خاطره‌اش با مایکل در این فیلم گفته است:

من مایکل را در اولین روز تمرین ملاقات کردم - گرچه بدیهی است که وجههٔ عمومی او را به خوبی می‌شناختم - و مبهوت شدم از اینکه او بطرزی غیرقابل باور شیرین، فروتن و معصوم بود؛ و نیز ترد و لطیف. در ظاهر شکستنی بنظر می‌رسید. اما وقتی شروع به کار می‌کرد، قلبتان تندتر می‌زد و موهای دست و پشت گردنتان راست می‌شد. می‌توان گفت که نفستان را بند می‌آورد. فکر می‌کنم او هیجان‌انگیزترین صحنه گردانی است که در عمرم دیده‌ام.

## داستان
این فیلم داستان کاپیتان ئی‌او و خدمه سفینه فضایی‌اش را روایت می‌کند که در یک ماموریت برای تحویل هدیه به «مقام معظم رهبری» هستند که در دنیایی از فلزات پوسیده، پیچ‌خورده و دریچه‌های بخار زندگی می‌کنند. خدمه‌ی کاپیتان ئی‌او متشکل از همکار کوچک او فازبال، ناوبر و خلبان دو سر گیک (آیدی و اُدی)، افسر امنیتی روباتیک مجور دومو، یک ربات کوچک، مینور دومو (که مانند یک ماژول در مجور دومو قرار می‌گیرد) و فیل دست و پا چلفتی، هوتر، که همیشه ماموریت‌های خدمه را به هم می‌زند.
به محض ورود به کره زمین، خدمه توسط دژخیمان مقام معظم رهبری دستگیر و به حضور او آورده می‌شوند. او خدمه را به سطل زباله تبدیل می‌کند و کاپیتان ئی‌او را به ۱۰۰ سال شکنجه در عمیق‌ترین سیاه‌چال خود محکوم می‌کند. قبل از اعزام، کاپیتان ئی‌او به رهبر انقلاب می‌گوید که زیبایی نهفته در او را می‌بیند و کلید باز کردن قفل آن را برای او می‌آورد: آهنگ او، «ما اینجا هستیم تا دنیا را تغییر دهیم».
دو عضو ربات خدمه تبدیل به آلات موسیقی می‌شوند و اعضای خدمه شروع به نواختن سازهای مختلف می‌کنند. همان‌طور که هوتر به سمت ساز خود می‌دود، روی شنل ئی‌او می‌زند و آن را می‌شکند و موسیقی را متوقف می‌کند. طلسم شکسته شد، رهبر انقلاب به نگهبانان خود دستور می‌دهد که کاپیتان ئی‌او و خدمه‌اش را دستگیر کنند.
هوتر موفق می‌شود ساز خود را تعمیر کند و صدای موسیقی را به صدا در می‌آورد و به ئی‌او قدرت می‌دهد تا محافظان را دور بزند. او از قدرت خود استفاده می‌کند تا نگهبانان تاریک را به رقصنده تبدیل کند که برای یک شماره رقص پشت سر او قرار می‌گیرند، که به آهنگ «ما اینجا هستیم تا دنیا را تغییر دهیم» منتهی می‌شود. رهبر انقلاب جنگجویان شلاقی خود را آزاد می‌کند، دو مدافع سایبرنتیک که هر کدام یک شلاق و سپر دارند که می‌تواند قدرت ئی‌او را منحرف کند.
بقیه همگی فرار می‌کنند و کاپیتان ئی‌او را تنها می‌گذارند تا با جنگجویان شلاقی بجنگد. ئی‌او توسط یک دروازه بسته به دام می‌افتد و برای آخرین ایستادگی آماده می‌شود زیرا هر دو جنگجوی شلاقی شلاق‌های خود را برای ضربه نهایی به عقب می‌کشند. فازبال، ساز خود را رها و به سرعت پرواز می‌کند تا دو تازیانه را به هم گره بزند، که باعث می‌شود جنگجویان شلاقی از تعادل خارج شوند و به ئی‌او فرصتی می‌دهد تا آن‌ها را نیز متحول کند. بدون هیچ مانع دیگری، ئی‌او از قدرت خود برای تغییر شکل چهار سرسپردۀ باقی‌مانده (هنوز آزاد نشده) استفاده می‌کند و آن‌ها، جنگجویان تازیانه متحول شده و سایر رقصندگان، در رقص به جلو فشار می‌آورند. سپس کاپیتان ئی‌او به سمت رهبر پرواز می‌کند و او را به یک زن زیبا، لانه‌اش را به یک معبد یونانی آرام و سیاره را به یک بهشت تبدیل می‌کند.
جشنی برای «بخش دیگری از من» آغاز می‌شود، زیرا کاپیتان ئی‌او و خدمه‌اش پیروزمندانه خارج می‌شوند و به فضا پرواز می‌کنند و فیلم به پایان می‌رسد.

## بازیگران
- مایکل جکسون در نقش کاپیتان ئی‌او
- آنجلیکا هیوستون در نقش رهبر
- دیک شاون در نقش فرمانده باگ
- آنتونی کاکس در نقش هوتر
- دبی لی کارینگتن در نقش گیک (آیدی)
- سیندی سورنسن در نقش گیک (اُدی)
- گری دیپیو در نقش سرگرد دومو
- پسی رودریگز در نقش راوی